# Nachal Ja'el
Nachal Ja'el (hebrejsky: נחל יעל) je vádí v jižním Izraeli, v pohoří Harej Ejlat.
Začíná na severních svazích hory Har Šachmon v nadmořské výšce přes 200 metrů, cca 4 kilometry severoseverozápadně od města Ejlat. Směřuje pak k severu rychle se zahlubujícím skalnatým kaňonem. Ústí zprava do vádí Nachal Roded, které protéká širokým údolím, které je již součástí příkopové propadliny vádí al-Araba.